# The Vampire Diaries (1.ª temporada)
A primeira temporada de The Vampire Diaries uma série de televisão americana de suspense, fantasia e romance desenvolvida por Kevin Williamson e baseada na série de livros de mesmo nome escrita por L. J. Smith. Estreou em 10 de setembro de 2009 e terminou 13 de maio de 2010 após 22 episódios.
A primeira temporada foi recebida com ótimas criticas e também tornou a estreia de maior audiência assistida do canal The CW, com 4,91 milhões de espectadores ao vivo.

## Sinopse
A cidade fictícia de Mystic Falls, na Virgina, é assombrada por criaturas sobrenaturais. Damon (Ian Somerhalder) e Stefan Salvatore (Paul Wesley) são irmãos que ganharam a condição de vampiro e desde então procuram manter sua imortalidade em segredo. Ao mesmo tempo, buscam resistir à vontade de atacar seres humanos. Ambos conhecem Elena Gilbert (Nina Dobrev), uma linda e popular estudante, e logo se atraem por ela. No entanto, a jovem corresponde apenas um dos interessados, e estes iniciam uma disputa por sua alma.

## Produção
Em 6 de fevereiro de 2009, a Variety anunciou que The CW deu sinal verde para o piloto de The Vampire Diaries com Williamson e Julie Plec definidos como os escritores e produtores executivos. Em 19 de maio de 2009, a série foi oficialmente encomendada para a temporada 2009-2010.
O episódio piloto foi filmado em Vancouver, British Columbia. No entanto, o resto das temporadas foram filmadas em Covington, Geórgia (que também funciona como a pequena cidade fictícia de Mystic Falls, Virgínia) e várias outras comunidades ao redor da Grande Atlanta para aproveitar os incentivos fiscais locais.

## Elenco

### Elenco principal
| Ator              | Personagem                       |
| ----------------- | -------------------------------- |
| Nina Dobrev       | Elena Gilbert / Katherine Pierce |
| Paul Wesley       | Stefan Salvatore                 |
| Ian Somerhalder   | Damon Salvatore                  |
| Steven R. McQueen | Jeremy Gilbert                   |
| Sara Canning      | Jenna Sommers                    |
| Katerina Graham   | Bonnie Bennett                   |
| Candice Accola    | Caroline Forbes                  |
| Kayla Ewell       | Vicky Donovan                    |
| Zach Roerig       | Matt Donovan                     |
| Michael Trevino   | Tyler Lockwood                   |
| Matthew Davis     | Alaric Saltzman                  |

### Elenco recorrente
| Ator                 | Personagem       |
| -------------------- | ---------------- |
| Malese Jow           | Annabelle        |
| Marguerite MacIntyre | Liz Forbes       |
| Richard Pralgo       | Richard Lockwood |
| Kelly Hu             | Pearl            |
| Susan Walters        | Carol Lockwood   |
| Chris Johnson        | Logan Fell       |
| Jasmine Guy          | Sheila Bennett   |
| David Anders         | John Gilbert     |
| Sterling Sulieman    | Harper           |
| Bianca Lawson        | Emily Bennett    |
| Chris William Martin | Zach Salvatore   |
| Melinda Clarke       | Kelly Donovan    |
| Mia Kirshner         | Isobel Flemming  |
| Benjamin Ayres       | William Tanner   |
| Dillon Casey         | Noah             |
| Sean Faris           | Ben McKittrick   |

### Atores convidados
| Ator             | Personagem         |
| ---------------- | ------------------ |
| Stephen Martines | Frederick          |
| Joe Knezevich    | Johnathan Gilbert  |
| James Remar      | Giuseppe Salvatore |
| Arielle Kebbel   | Alexia Branson     |
| Gina Torres      | Bree               |
| Brandon Quinn    | Lee                |
| Amanda Detmer    | Trudie Peterson    |

## Episódios
| N.º na série | N.º na temp. | Título                                                   | Dirigido por     | Escrito por                                  | Exibição original       | Audiência (milhões) |
| --- | ------------ | -------------------------------------------------------- | ---------------- | -------------------------------------------- | ----------------------- | ------------------- |
| 1 | 1            | "Pilot (Piloto)"                                         | Marcos Siega     | Kevin Williamson Julie Plec                  | 10 de setembro de 2009  | 4.91                |
| Quatro meses depois de um trágico acidente de carro que matou seus pais, Elena Gilbert (17 anos) e seu irmão, Jeremy (15), ainda estão tentando lidar com a dor e seguir suas vidas. Elena sempre foi bonita, popular e envolvida com seus amigos e a escola; mas agora ela luta para esconder sua tristeza. Quando o ano letivo começa, Elena e suas amigas ficam fascinadas por um aluno novo – bonito e misterioso -, Stefan Salvatore. Stefan e Elena são atraídos um para o outro de imediato, e ela não sabe sobre os séculos de idade do garoto, de sua luta para viver pacificamente entre os humanos, enquanto seu irmão, Damon, é a personificação do vampiro bruto e violento. Agora, estes dois irmãos vampiros – um bom e um mau – estão em guerra pela alma de Elena e pelas almas dos amigos e familiares dela, além de todos os moradores da pequena cidade de Mystic Falls, Virgínia. |              |                                                          |                  |                                              |                         |                     |
| 2 | 2            | "The Night of the Comet (A Noite do Cometa)"             | Marcos Siega     | Kevin Williamson Julie Plec                  | 17 de setembro de 2009  | 3.78                |
| Enquanto Mystic Falls se prepara para o festival de celebração com a passagem de um cometa, Vicki está no hospital se recuperando do ataque de Damon. Stefan vai até o hospital e tenta – com suas habilidades – fazer Vicki se esquecer do ataque, mas sua tentativa é interrompida quando Matt chega. Jeremy continua a lutar com seu uso de drogas e seus sentimentos por Vicki. Na reunião de Pais e Mestres, Mr. Tanner adverte sua preocupação à Tia Jenna de que Jeremy está com problemas e necessita uma intervenção. Elena vai até a Pensão Salvatore para falar com Stefan, mas ao invés disso, encontra Damon. Damon diz a ela sobre o relacionamento passado de Stefan com uma garota chamada Katherine, e quando Stefan chega à casa, Elena é surpreendida ao ver como ele parece estar perturbado em vê-la ali. Entretanto, a memória do ataque começa a vir à tona em Vicki e Damon usa seus poderes de persuasão para fazê-la esquecer o acontecimento. Enquanto isso, Elena percebe que ela tem de dizer à Stefan como ela se sente sobre ele, e ambos dividem o primeiro beijo quando a luz do cometa passa pelo céu de Mystic Falls. E finalmente, Damon escolhe Caroline como sua próxima vítima. |              |                                                          |                  |                                              |                         |                     |
| 3 | 3            | "Friday Night Bites (Mordidas Numa Sexta-Feira a Noite)" | John Dahl        | Barbie Kligman Bryan M. Holdman              | 24 de setembro de 2009  | 3.81                |
| Elena tentar ignorar os avisos de Bonnie sobre as vibrações perturbadoras que começou a ter de Stefan. Tyler tenta constranger Stefan jogando futebol com ele, mas Stefan se esforça nas capturas e passagem de bolas, impressionante a todos com sua habilidade. Mr. Tanner relutantemente deixa Stefan se juntar ao time de futebol. Elena convida Stefan e Bonnie para jantar, esperando que ambos sejam restritos, mas a noite é interrompida com a chegada inesperada e indesejada de Damon e Caroline. Finalmente, a cidade está chocada com os atos de violência. |              |                                                          |                  |                                              |                         |                     |
| 4 | 4            | "Family Ties (Laços de Família)"                         | Guy Ferland      | Andrew Kreisberg Brian Young                 | 1 de outubro de 2009    | 3.53                |
| Vicki recebe Tyler, que a pergunta sobre a festa, e depois ela o acusa de tentar esconder o relacionamento deles de seus pais. Matt revela um segredo de família útil à Stefan. Na festa, Damon diz à Elena uma história sobre o passado da família Salvatore, deixando Elena com perguntas que Stefan se recusa à responder. Finalmente Stefan toma medidas para colocar Damon fora de sua vida para sempre. |              |                                                          |                  |                                              |                         |                     |
| 5 | 5            | "You're Undead to Me (Você Esta Morto Para Mim)"         | Kevin Bray       | Sean Reycraft Gabrielle Stanton              | 8 de outubro de 2009    | 3.52                |
| Stefan está esperançoso que o seu plano para se livrar de Damon esteja funcionando. Elena e Jenna estão preocupadas com o relacionamento de Jeremy com Vicki. Stefan decide revelar parte do seu passado para Elena. Em uma lavagem de carros para levantar fundos, Bonnie é surpreendida por habilidades que ela não sabia que possuía e procura conselhos com sua avó (Jasmine Guy, “A Different World”). Elena ouve de um estranho uma história perturbadora sobre a família Salvatore. Elena acaba descobrindo sobre o passado de Stefan. Damon acaba por fugir do cárcere e matando Zach, depois ataca Vicki e seus amigos no cemitério. Elena chega na casa de Stefan e o pergunta:"O que você é". |              |                                                          |                  |                                              |                         |                     |
| 6 | 6            | "Lost Girls (Garotas Perdidas)"                          | Marcos Siega     | Kevin Williamson Julie Plec                  | 15 de outubro de 2009   | 3.88                |
| Elena exige que Stefan explique todos os acontecimentos apavorantes que tem acontecido em Mystic Falls. Nos flashbacks, Stefan explica como sua rivalidade com seu irmão Damon começou. De volta ao presente, Damon atea fogo em todos no cemitério, exceto em Vicki, que sobrevive ao ataque. Damon leva Vicki para casa, lhe dá um pouco de seu sangue e a transforma. Vicki, apavorada, foge. Stefan e Elena descobrem o ocorrido. Stefan tenta dissuadir Vicki a viver como ele. Logan ataca Stefan com uma estaca, mas Damon chega e o ataca. Vicki bebe seu sangue e foge. |              |                                                          |                  |                                              |                         |                     |
| 7 | 7            | "Haunted (Assombrada)"                                   | Ernest Dickerson | Kevin Williamson Julie Plec Andrew Kreisberg | 29 de outubro de 2009   | 4.18                |
| Elena tenta convencer Jeremy a manter distância de Vicki. Caroline deixa o colar de Damon com Bonnie, para que ela use com sua fantasia de Halloween, e tenta recuperar-lo quando Damon se surpreende com a habilidade de Bonnie. Bonnie fala com a sua avó sobre o incidente (atriz convidada Jasmine Guy) e fica sabendo mais sobre o passado de sua familia. Tentando encontrar Vicki, Matt tenta abrir a porta da escola mal assombrada, mas a noite toma um rumo terrível. Michael Trevino também participa deste episódio. |              |                                                          |                  |                                              |                         |                     |
| 8 | 8            | "162 Candles (162 Velas)"                                | Rick Bota        | Barbie Kligman Gabrielle Stanton             | 5 de novembro de 2009   | 4.09                |
| No seu aniversário, Stefan (Paul Wesley) é surpreendido por uma visita de Lexi, (convidada Arielle Kebble, Gilmore Girls) uma de suas amigas mais antigas. Ainda chateada pelos acontecimentos do Halloween, Elena (Nina Dobrev) faz o seu melhor para ficar longe de Stefan, mas Lexi a dá alguns conselhos indesejáveis sobre seu relacionamento. Elena e Jenna (Sara Canning) estão surpresas pela mudança no comportamento de Jeremy (Steven R. McQueen). Quando Damon (Ian Somerhalder) insiste, Caroline (Candice Accola) tenta pegar o medalhão de volta, que está com Bonnie (Katerina Graham). Finalmente, a oferta de Damon de ajudar a xerife Forbes (convidada Marguerite MacIntyre) tem resultados súbitos e trágicos. Zach Roerig também estrela. |              |                                                          |                  |                                              |                         |                     |
| 9 | 9            | "History Repeating (A Mesma Historia)"                   | Marcos Siega     | Bryan M. Holdman Brian Young                 | 12 de novembro de 2009  | 4.10                |
| Jeremy tem um tempo com seu novo professor misterioso de história, Alaric Saltzman (ator convidado Matt Davis, Legalmente Loira) e o apresenta à tia Jenna. Bonnie está tendo sonhos terríveis sobre um de seus antepassados. Apesar de Elena se esforçar para acalmar as coisas, Bonnie e Caroline continuam discutindo sobre o medalhão. Quando as meninas realizam uma sessão espírita para ajudá-las a decidir o que fazer, os resultados são mais estranhos do que o esperado. Matt ajuda Caroline quando ela precisa de um amigo. Damon finalmente revela a Stefan a razão verdadeira dele ter voltado a Mystic Falls. |              |                                                          |                  |                                              |                         |                     |
| 10 | 10           | "The Turning Point (A Descoberta)"                       | J. Miller Tobin  | Kevin Williamson Julie Plec Barbie Kligman   | 19 de novembro de 2009  | 3.57                |
| Depois de ler um jornal deixado por algum ancestral dos Gilbert, Jeremy (Steven R. McQueen) se inspira à retornar seu antigo hobby de desenhar criaturas imaginárias, um talento que ele tinha abandonado quando seus pais morreram. Para surpresa de seus amigos, Matt (Zach Roering) e Caroline (Candice Accola) continuam saindo juntos. Quando a xerife Forbes (estrelada por Marguerite MacIntyre) diz a Damon (Ian Somerhalder) que houve outro ataque, ele se oferece para rastrear o assassino e descobre um pedaço surpreendente de informação a respeito das familias fundadoras da cidade. Alaric (interpretado por Matt Davis) interfere numa cena embaraçosa com Jeremy, Tyler (Michael Trevino) e o Prefeito Lockwood (Interpetado por Rob Pralgo). Stefan (Paul Wesley) e Elena (Nina Dobrev) chegam a um novo entendimento, mas ela acaba por descobrir sobre Katherine e foge. Na metade do caminho ela acaba atropelando um homem e seu carro capota, Elena passa o maior sufoco quando o homem que ela pensa estar morto se levanta e vai a sua direção. |              |                                                          |                  |                                              |                         |                     |
| 11 | 11           | "Bloodlines (Ascendência)"                               | David Barrett    | Kevin Williamson Julie Plec Sean Reycraft    | 21 de janeiro de 2010   | 3.68                |
| Damon (Ian Somerhalder) faz uma viagem à Geórgia e leva Elena juntamenta consigo, onde encontra uma antiga paixão, Bree (atriz convidada Gina Torres, “Eli Stone”) e pede sua ajuda para descobrir como abrir o túmulo. Lá, Elena bebe muito. Stefan (Paul Wesley) se abre com Grams (atriz convidada Jasmine Guy) em seus esforços para ajudar a Bonnie (Katerina Graham) a superar seus medos e aceitar seus poderes. Ao fazer uma pesquisa para seu trabalho de história na biblioteca pública, Jeremy (Steven R. McQueen) conhece uma garota “bonitinha-nerd” chamada Anna (atriz convidada Malese Jow, “Hannah Montana”), que tem suas próprias teorias sobre o passado de Mystic Falls. Elena salva a vida de Damon quando ele é atacado pelo namorado vampiro de Lexi, que foi morta por Damon. Damon descobre sobre a traição de Bree e a mata. Quando voltam de Geórgia, Elena descobre que é adotada. |              |                                                          |                  |                                              |                         |                     |
| 12 | 12           | "Unpleasantville (Visita Desagradável)"                  | Marcos Siega     | Barbie Kligman & Brian Young                 | 28 de janeiro de 2010   | 3.71                |
| Enquanto Stefan e Damon tentam descobrir a identidade do novo vampiro sobre a cidade, Stefan da para Elena novas jóias com verbena para protegê-la e também sua família, e amigos. Precisando de dinheiro, Matt aceita um emprego no Mystic Grill, onde Ben, jogador de football americano já formado do terceiro ano, trabalha como garçom. Ben protege Bonnie quando percebe que Damon está a incomodando. Damon e Stefan acompanham a Elena em uma festa na escola com tema de 1950, onde Alaric se apresenta a Damon. |              |                                                          |                  |                                              |                         |                     |
| 13 | 13           | "Children of the Damned (Crianças Amaldiçoadas)"         | Marcos Siega     | Kevin Williamson & Julie Plec                | 4 de fevereiro de 2010  | 3.99                |
| Em flashbacks, Stefan (Paul Wesley) e Damon (Ian Somerhalder) irão recordar ao longo do tempo as ações que foram tomadas pelas pessoas da cidade que incluem a seu pai, Giuseppe Salvatore (ator convidado James Remar, “Dexter”) e Pearl (atriz convidada Kelly Hu, "Army Wives"), levando aos eventos devastadores que causaram a quebra em seu relacionamento. No presente, o encontro entre Bonnie (Katerina Graham) e Ben (ator convidado Sean Faris) toma a um rumo assustador. Elena ajuda Stefan e Damon na corrida para encontrar um antigo jornal em falta que pertenceu a um dos seus antepassados. Enquanto isso Stefan descobre a verdadeira razão do interesse de Alaric (Matt Davis) tanto com o jornal, como a história da cidade. Damon descobre que um velho conhecido retornou à cidade com um plano que ele compreende. Steven R. McQueen e Sara Canning também estrelam. |              |                                                          |                  |                                              |                         |                     |
| 14 | 14           | "Fool Me Once (Traído Mais Uma Vez)"                     | Marcos Siega     | Brett Conrad                                 | 11 de fevereiro de 2010 | 3.51                |
| Stefan (Paul Wesley) ajuda Elena (Nina Dobrev) e Bonnie (Katerina Graham) a saírem de uma situação perigosa. Jeremy (R. Steve McQueen), convida Anna (atriz conviada Malese Jow) para uma festa na floresta, sem saber que ela tem suas próprias razões para querer encontrá-lo lá. Quando Stefan, Damon (Ian Somerhalder) e Elena trabalham com Bonnie e sua avó (atriz convidada Jasmine Guy) para abrir a tumba, todos estão chocados com o que descobriram. Katherine não está na tumba e tem ignorado Damon desde 1864. A avó de Bonnie morre calmamente. Candice Accola, Zach Roerig e Michael Trevino também estrelam. |              |                                                          |                  |                                              |                         |                     |
| 15 | 15           | "A Few Good Men (Alguns Homens Bons)"                    | Joshua Butler    | Brian Young                                  | 25 de Março de 2010     | 3.33                |
| Matt e Caroline são surpreendidos pelo reaparecimento repentino da mãe de Matt, Kelly (atriz convidada Melinda Clarke). Stefan e Elena estão preocupados com a nova atitude de Damon. Damon é solicitado pela Xerife Forbes para participar de um leilão de solteiros para arrecadação de fundos. Alaric descobre segredos chocantes de seu próprio passado. Com a ajuda de Jenna e Stefan, Elena está determinada a descobrir tudo que puder sobre sua mãe biológica, mas a verdade pode ser mais do que ela pode suportar. Com a morte de um humano informante de sua mãe, Elena pega o celular do homem e liga para um número o qual quem atende pode ser sua mãe. |              |                                                          |                  |                                              |                         |                     |
| 16 | 16           | "There Goes the Neighborhood (Lá Se Vai a Vizinhança)"   | Kevin Bray       | Bryan Oh & Andrew Chambliss                  | 01 de Abril de 2010     | 2.80                |
| Anna traz uma convidada surpresa quando ela faz uma visita ao Damon. Elena e Stefan saem com Caroline e Matt, mas Stefan e Matt descobrem que têm alguns pontos em comum. Jenna se reúne com a sua velha amiga Kelly (atriz convidada Melinda Clarke), e Jeremy descobre a verdade sobre sobre Anna. Jeremy a pede que o transforme em Vampiro. |              |                                                          |                  |                                              |                         |                     |
| 17 | 17           | "Let the Right One In (Deixa a Pessoa Certa Entrar)"     | Dennis Smith     | Brian Young & Julie Plec                     | 08 de Abril de 2010     | 3.48                |
| Quando Stefan e Damon fazem um novo e perigoso inimigo, Stefan se encontra numa situação arriscada. Damon e Elenta tentam convencer Alaric a se unir a eles para que eles possam ajudar Stefan. Matt espera que sua mãe, Kelly, tenha chegado pra ficar. Depois que seu carro quebra num temporal, Caroline faz uma terrível descoberta que choca a todos na cidade. |              |                                                          |                  |                                              |                         |                     |
| 18 | 18           | "Under Control (Sob Controle)"                           | David Von Ancken | Barbie Kligman & Andrew Chambliss            | 15 de Abril de 2010     | 3.15                |
| Enquanto Stefan luta para controlar seu novo problema, Elena e Jeremy são surpreendidos pela visita de seu tio, John Gilbert. Alaric tem uma estranha conversa com Elena sobre Isobel. Em um evento do dia dos Fundadores, Stefan demonstra uma rara atitude de festeiro e a tentativa de Damon para descobrir porque o Tio John retornou à cidade leva a uma terrível reviravolta. Um incidente em uma festa causa problemas entre Matt e Tyler, e a relação entre Matt e sua mãe, Kelly, atinge uma nova baixa. Enquanto isso, os esforços de Elena para confortar Jeremy dá errado e ele decide fazer justiça com as próprias mãos. |              |                                                          |                  |                                              |                         |                     |
| 19 | 19           | "Miss Mystic Falls"                                      | Marcos Siega     | Bryan Oh & Caroline Dries                    | 22 de Abril de 2010     | 3.31                |
| No dia da Festa de Gala dos Fundadores, Elena e Caroline competem pelo titulo de “Miss Mystic Falls” contra outras garotas, incluindo Tina Fell e Amber Bradley. Elena está feliz em ter Bonnie de volta à cidade, mas Bonnies ainda tem alguns problemas para resolver. John Gilbert tenta intimidar Damon, mas o seu plano não tem o efeito desejado. Damon descobre que Stefan está escondendo um perigoso segredo que pode causar um grande impacto em todos da cidade. |              |                                                          |                  |                                              |                         |                     |
| 20 | 20           | "Blood Brothers (Irmãos de Sangue)"                      | Liz Friedlander  | Kevin Williamson & Julie Plec                | 29 de Abril de 2010     | 3.39                |
| Enquanto Stefan se esforça para chegar a um acordo com seu passado, ele e Damon revelarão partes de sua história a Elena, até que ela finalmente descobre a verdade sobre como eles se tornaram vampiros. Pearl tem um feio confronto com Jonathan Gilbert. Damon e Alaric tentam encontrar uma invenção misteriosa antes que Jonathan faça. A amizade e a paquera entre Jeremy e Anna continua a crescer. |              |                                                          |                  |                                              |                         |                     |
| 21 | 21           | "Isobel"                                                 | J. Miller Tobin  | Caroline Dries & Brian Young                 | 06 de Maio de 2010      | 3.33                |
| Isobel (atriz convidada Mia Kirshner) retorna à cidade e atordoa Alaric, com sua atitude. E ela exige que ele marque um encontro com Elena. Quando mãe e filha finalmente se encontram, Isobel recusa a responder a maioria das perguntas de Elena, mas revela a ela para parar de tentar achar a intervenção misteriosa de Johnathan Gilbert. As ações perigosas de Isobel levarão Stefan, Damon e Bonnie, para intervir e ajudar Elena a lidar com a situação. |              |                                                          |                  |                                              |                         |                     |
| 22 | 22           | "Founder's Day (O Dia dos Fundadores)"                   | Marcos Siega     | Bryan Oh & Andrew Chambliss                  | 13 de Maio de 2010      | 3.47                |
| O Dia dos Fundadores finalmente chegou, e todos estão ocupados com os preparativos de última hora para carros alegóricos e fogos de artifício. Apesar de Damon e Alaric fazerem o seu melhor para pará-lo, Johnathan Gilbert define um plano em movimento que traz o Dia do Fundador ao fim, em meio ao caos, destruição e morte. Katherine volta à Mystic Falls. |              |                                                          |                  |                                              |                         |                     |